# Kostěnice (nádraží)
Kostěnice jsou železniční stanice v obci Kostěnice v okrese Pardubice. Leží v km 295,338 elektrizované dvoukolejné železniční trati Praha – Česká Třebová.

## Historie
Společnost státní dráhy uvedly  železniční stanici do provozu 20. října 1871 na trati z Olomouce do Prahy, kterou postavila v letech 1843–1845 společnost Severní státní dráha, pod názvem Dasic později Daschitz. V období 1910–1918 nesla název Daschitz-Koštěnitz, v meziválečném období a po roce 1945 Dašice-Kostěnice a od roku 1961 Kostěnice.

## Popis zastávky
Po vzniku stanice v roce 1882 byla postavena vlečka do cukrovaru v Dašicích. Ze stanice vedly vlečky do zásilkového obchodu Magnet byla v roce 1990 opravována, ale později zanikla. Další večka mířila k podnikům Agrochemický podnik Agro Dašice, kovošrot ALBA a Mrazírny Dašice. V roce 2017 byly v činnosti vlečky do podniku ALFAMA Kostěnice, s.r.o. v km 295,5 z výhybky č. 13 z koleje č. 9 a do podniku Cerea, a.s. v km 295,247 z výhybky č. 12 z koleje č.  6.
Provoz stanice je dálkově řízen z CDP Praha. 

### Výpravní budova
Původní výpravní budova byla postavena podle plánů Antona Jünglinga. Typová přízemní budova se středním rizalitem byla nahrazena novou výpravnou v roce 1911. Původní byla upravena k obytným účelům v roce 1912. Nová výpravna byla postavena podle projektu architekta Franze Uhla, přednosty projekční kanceláře Ředitelství StEG, a jeho týmu. Výpravna byla postavena na prodlouženém půdorysu obdélníku, jehož hlavní části je patrová budova s vysokou valbovou střechou, na kterou navazuje přízemní křídlo s polovalbovou střechou. V patrové budově byl v přízemí vestibul a v patře dva byty. V přízemním křídle byly čekárny a veranda. Fasáda byla hladká členěna kamennou podezdívkou a nárožním kvádrováním. Původní venkovní architektura byla zničena při přestavbě v roce 1962. V roce 2001 byla přistavěna k výpravně přízemní přístavba pro zabezpečovací zařízení.